# Линија 2 (Солунски метро)
Линија 2 солунског метроа, такође позната као Каламарија, је подземна брза транзитна линија дубоког нивоа у Солуну, која повезује железничку станицу на западу са станицом Микра на југоистоку. Деоница линије између железничке станице и станице 25. март требало је да буде отворена 2023., али је остатак станица почела са радом 2024.  Отварање је одложено за 2025., након инаугурације Линије 1.   Од 16 станица на овој линији, 11 је такође стајалишта за Линију 1 солунског метроа, јер ће делити тунеле. 
Трошкови изградње линије (између станице Номархија и Микре) постављени су на 518 милиона евра. 
Линија 2 се даље продужава, са источним продужетком ка аеродрому у Солуну (4 станице) и продужењем петље на западу (9 станица).  Приоритет за Attiko Metro S.A., компанију која надгледа изградњу, је западни наставак. Ово је да би се омогућио приступ метроу радничким предграђима, пошто ће аеродром бити опслужен 10-минутним аутобусом до Микре, источног терминала Линије 2.  Првобитно су два проширења требало да буду одвојене линије, али су спојене у једну кружну линију 2018. 

## Станице
| Име                | Име             | Датум отварања |
| српски             | грчки           | Датум отварања |
| ------------------ | --------------- | -------------- |
| Железничка станица | Ν. Σιδ. Σταθμός | 2024.          |
| Димократиас        | Δημοκρατίας     | 2024.          |
| Венизелу           | Βενιζέλου       | 2024.          |
| Света Софија       | Αγίας Σοφίας    | 2024.          |
| Синтривани         | Σιντριβάνι      | 2024.          |
| Панепистимио       | Πανεπιστήμιο    | 2024.          |
| Папфи              | Παπάφη          | 2024.          |
| Еуклид             | Ευκλείδης       | 2024.          |
| Флеминг            | Φλέμινγκ        | 2024.          |
| Аналипси           | Ανάληψη         | 2024.          |
| 25. март           | 25ης Μαρτίου    | 2024.          |
| Номархија          | Νομαρχία        | 2025.          |
| Каламарија         | Καλαμαριά       | 2025.          |
| Арецу              | Aρετσού         | 2025.          |
| Неа Крини          | Νέα Κρήνη       | 2025.          |
| Микра              | Μίκρα           | 2025.          |